# Don (Trento)
Don és un antic antic municipi italià, dins de la província de Trento. L'any 2007 tenia 1.342 habitants. Limitava amb els municipis d'Amblar, Coredo, Romeno i Sfruz.
L'1 de gener 2016 es va fusionar amb el municipi d'Amblar creant així el nou municipi d'Amblar-Don, del qual actualment és una frazione.

## Administració
| Període | Identitat        | Partit        |
| ------- | ---------------- | ------------- |
| 2005-   | Giuliano Marches | Llista cívica |